# Valar (Tolkien)
Valar är i J.R.R. Tolkiens fiktiva värld allsmäktiga krafter skapade av Ilúvatar (Eru). Dessa är vad människor kallar för gudar. De delades in i två så kallade grupper: valar, de manliga, och valier, de kvinnliga. Manwë, kungen och den näst mäktigaste bland valar (Melkor var åtminstone i begynnelsen den allra mäktigaste), var Ilúvatars lojalaste barn. Övriga valar är Varda, Ulmo, Tulkas, Mandos (Namó), Yavanna, Nienna, Oromë, Aulë, Vána, Vairë, Estë, Lórien (Irmo) och Nessa. Även Melkor räknas som en vala.
Aratar är "De upphöjda", de främsta bland valar. De är åtta stycken: Manwë, Varda, Ulmo, Yavanna, Aulë, Mandos, Nienna och Oromë. Aratar var ursprungligen nio, men Melkor räknades bort efter sitt avfall.

## Valar

### Manwë
Manwë är den mäktigaste bland valar, Valars och Valinors kung och Vindarnas herre. Han bär tillnamnet Súlimo, som betyder härskare av Ardas ande. Han bor på den höga toppen Taniquetil i Valinor tillsammans med sin hustru Varda och är bror till Melkor/Morgoth. Han bär en stav av safir. När han visar sig bland arda har han oftast formen av en ung man med safirögon och bär huva.

### Ulmo
Ulmo är vattnets härskare. Han var den näst starkaste av valar, efter Manwë, den vala han höll mest av. Han var en av de nio/åtta aratar. Ulmo var förutom med Morgoth den ende vala som inte hade någon fru. Han härskade över allt hav och alla floder. Han var den största valan och hans boning var Ulmonan som låg djupt ner i havet. Ulmo föredrog att vistas i djuphaven och floderna. Han var också den ende vala som hade kontakt med Noldor efter deras flykt. Hans mäktigaste Maiar var Ossë och hans hustru Uinen. De gick aldrig ner i djupen utan höll sig längs med kusterna och tog hand om dessa områden. Saldar var en annan maia som var Ulmos musiker.

### Aulë
Aulë är näst Ulmo den vala som står Manwë närmst i kraft. Han var en mäktig smed och hade stora kunskaper om de material som jorden består av. Det var han som gjorde Angainor, kedjan som man band Melkor med.

#### Aulë och dvärgarna
Då Aulë blev otålig i sin väntan på att alverna och människorna skulle vakna upp och kunna bli hans lärjungar skapade Aulë en egen ras, dvärgarna, som dock saknade eget liv och endast rörde sig när Aulë koncentrerade sig på dem. När Ilúvatar såg detta frågade han Aulë varför han försökte öka sin makt genom att skapa nytt liv. Aulë svarade då att han endast hade gjort så då han ville ha varelser att älska och undervisa. Han överlämnade dem till Ilúvatar och gjorde sig gråtande beredd att förstöra sina skapelser, som dock ryggade för honom. Ilúvatar sade då till honom att han inte behövde förstöra dem, och att han accepterat dem genom att ge dem liv, utan vilket de inte skulle varit rädda för sin skapare. Eftersom alverna var förutbestämda att bli de förstfödda, bestämde Ilúvatar att dvärgarna skulle vila fram till efter att dessa hade vaknat.

### Oromë
Oromë är skogarnas vala och en mäktig jägare som även efter att valarna dragit sig bort från Midgård fortsatte att jaga i skogarna där. Det var under en sådan jakt som han upptäckte alverna när de vaknade vid Cuiviénen och det var han som gav dem namnet Eldar.

### Mandos
Mandos riktiga namn är Namó men kom att kallas efter sin boningsort i Valinor. Valars domsägare, men uttalar endast domar och utslag på Manwës bud. Väktare över de dödas hus och den som kallar de stupades andar. Han glömmer aldrig någonting och han vet allt som kommer att hända, utom det som är Ilúvatars fria val. Hans maka är Vairë väverskan, och hans broder är Lórien och hans syster är Nienna
Han beskrivs som sträng och opartisk. Han var den vala som förbannade Noldor för att de lämnade Aman, och avrådde från att de skulle få återvända. Men till skillnad från Morgoth, är hans domar aldrig grymma eller hämndlystna i sig själva. De är helt enkelt Ilúvatars vilja. Endast en gång har han rörts till medlidande, när Lúthien sjöng om den sorg hon och Beren upplevde i Beleriand. Med Manwës tillåtelse släppte han dem.

### Lórien
Lórien heter egentligen Irmo men benämns ofta efter sin vistelseplats, en mycket vacker trädgård i Valinor. Han är drömmarnas herre och bror till Mandos. Sav från de Två Träden förvarades i Lóriens trädgårdar i kärl, varav silmarillerna senare blev smidda av Fëanor.

### Tulkas
Tulkas kallas också den starke, eller Astaldo den tappre. Han kom sist till världen för att stoppa Melkor. Han var den störste i styrka och goda gärningar. Han utmanade Melkor i Utumno. Alla onda varelser flydde sin väg av hans skratt och ljus. Han kallades Valars brottare och den skrattande krigaren. Melkor blev rädd av hans ankomst och flydde sin väg. Tulkas hustru var Nessa, dansaren.
Tulkas beskrevs som att han fann sitt största nöje i att brottas och i styrketävlingar. Han bar inga vapen och red ingen häst. Han brydde sig föga om dåtid eller framtid, han var ingen god rådgivare men en trogen vän. Han hade långt till vrede men kunde också ha svårt för att förlåta och var därför en av Valar som var emot frisläppandet av Melkor.
Tulkas kunde också vara otålig; innan Alvernas uppvaknade uppmanade han Valar att kriga mot Melkor. Efter mörkläggningen av Valinor försökte han påverka Fëanor att släppa ifrån sig silmarillerna.

## Valier

### Varda

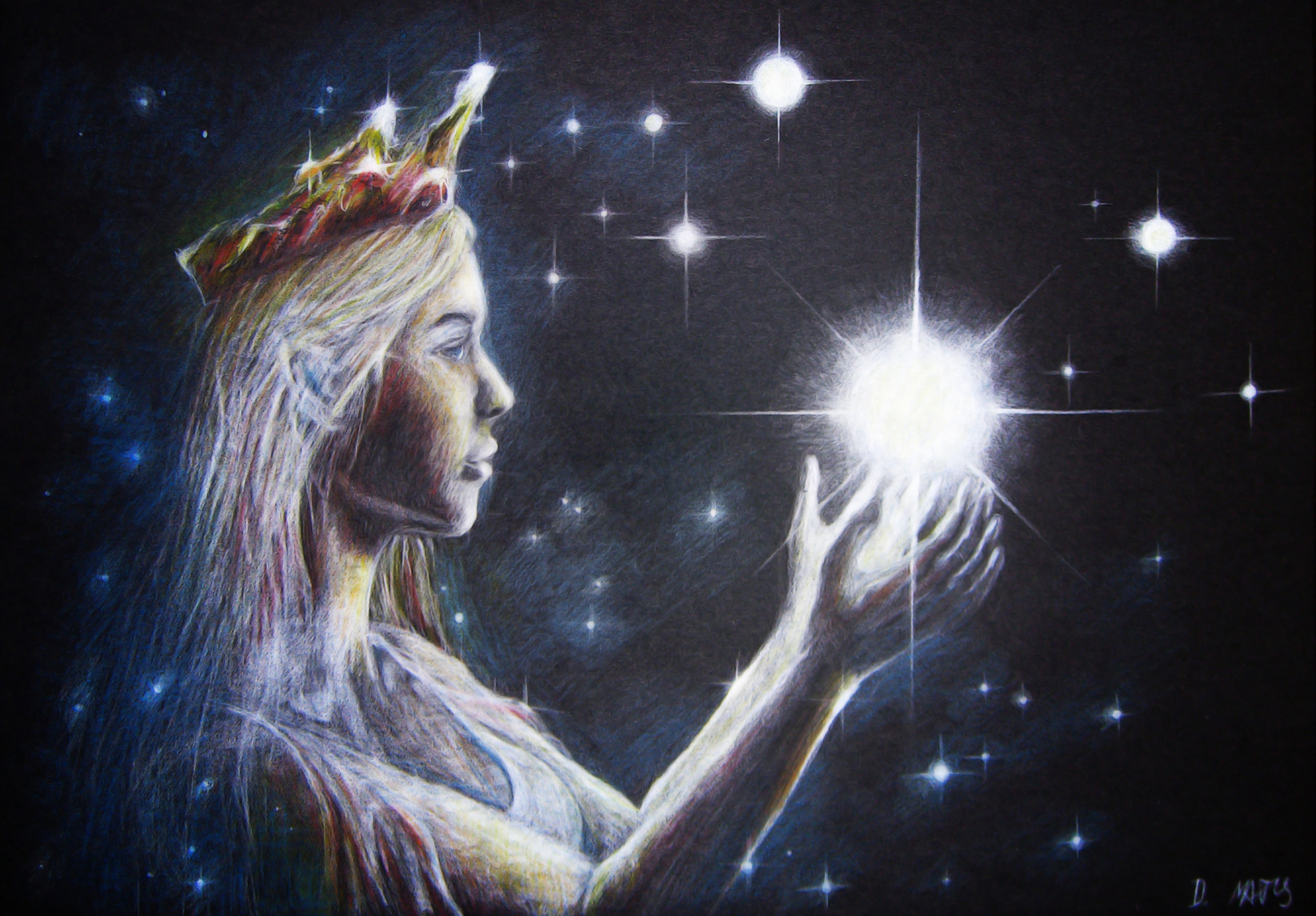
Varda Elentári

Varda är stjärnornas drottning och maka till Manwë, kungen av Arda, Hon placerade stjärnorna på himlen från daggen av Telperion och därför kom alverna att tillbe henne under namnet Elbereth. Namnet är på språket sindarin och betyder 'stjärndrottning'. Det återfinns i Sagan om Ringen i sången A Elbereth Gilthoniel. I sången Namárië, som också den återfinns i Sagan om Ringen och som är skriven på quenya, hittar man andra namn på henne, däribland Elentári "stjärndrottning" och Tintallë "tänderskan". Namnet återfinns också i låten "wishmaster" av bandet Nightwish.
Varda sades vara för vacker för att beskrivas i ord, då ur hennes ansikte strålade ljuset från Ilúvatar. Hon bodde tillsammans med Manwë i Valinor.

### Yavanna
Yavanna kallas också för fruktgiverskan. Alverna kallar henne Kementári 'jorddrottning'. Hon är den vala som skapade alla Kelvar och Olvar i Midgård och hon är maka till Aulë. Yavanna skapade de två träden Laurelin och Telperion som spred sitt ljus i Aman.
Yavanna rankas näst högst efter Varda bland valars drottningar. När hon ikläder sig en kvinnas skepnad är hon lång och klädd i grönt men hon kan även klä sig i andra skepnader.
Efter det att Aulës skapelse dvärgarna kom till liv fruktade Yavanna att träden skulle huggas ner därför fick hon Ilúvatars tillåtelse att skapa enterna.

### Nienna
Nienna är syster till Namó och Irmo och bor ensam i den yttersta västern av världen. Nienna räknas som en av åtta Aratar, de mäktigaste valar i Arda. Medlidande och sorg är hennes domäner, i hennes hallar begråter hon lidandet i Arda. Hennes del i Ainurs musik var djup sorg och från denna sorg vandrade hon in i världen i begynnelsen.
Hon lär ut medlidande och tålamod men reser sällan till glädjen i Valimar utan reser ofta till Mandos salar för att trösta och ge råd till de som finns i väntans salar. Olórin, som också kallas Gandalf, lärde sig mycket från henne.

### Estë
Estë är gift med Irmo (Lórien). Hennes namn betyder 'vila' och det är även hennes gåva. Hon botar trötthet och skador.

### Vairë
Vairë kallas även för "Väverskan". Maka till Mandos.

### Vána
Vána kallas även "Den evigt unga". Vána är Yavannas yngre syster och är gift med Oromë. Där hon går växer blommorna upp och öppnar sina knoppar om hon ser på dem. Alla fåglar sjunger när hon kommer.

### Nessa
Nessa är Oromës syster och Tulkas maka. Hennes glädje är dansen och hon springer väldigt fort.

## Övriga

### Melkor
Melkor, även känd som Morgoth, var från början en bland valar och den mäktigaste bland ainur (de heliga), men i avund och högmod trotsade han alltets och Ardas skapare Ilúvatar och vände sig emot de andra ainur. Han var bror till valan Manwë och hans första namn "Melkor" betyder "den som höjer sig i makt" på det alviska språket quenya. Namnet "Morgoth" som han gavs senare, på grund av illdåden han begick i världen, betyder den mörke fienden.
Melkor var avsevärt mycket mäktigare än sin tjänare och undersåte Sauron (som i Sagan om Ringen är den mäktigaste onda individen i Midgård). Hans fäste i Midgård var Utumno och senare Angband. Han förstörde med hjälp av Ungoliant valars två stora träd Laurelin och Telperion, och dödade Noldors högste drott Finwë och stal silmarillerna. Finwës äldste son Fëanor kallade honom efter det Morgoth, den mörke fienden.  Fëanor svor, tillsammans med sina sju söner, en ed att återerövra silmarillerna, en ed som skulle förfölja Fëanors ättlingar genom hela den första åldern i Ardas historia och orsaka mycket smärta och sorg för de alver som dvaldes i Beleriand. 
Melkor var den som skapade orcherna och även trollen och drakarna, varav Glaurung var den första. Från början var han den av valar som hade störst makt, tillsammans med sin broder Manwë, men han förlorade så småningom sina gåvor som vala då han valde att alltjämt bära skepnaden av en mäktig och fruktansvärd härskare. Han förde flera krig mot alverna och övriga valar under den första åldern, tills han slutligen besegrades i Vredens krig och förvisades från världen då han av valar kastades ut i tomrummet.
Men det mörker Melkor skapat fortsatte att drabba Midgårds fria folk genom hans tjänare, Sauron, som efter sin herres fall flydde undan valars rättvisa. Sauron besegrades inte förrän den 25 mars år 3019 under den tredje åldern.

#### Namn och titlar
- Morgoth – "Den mörke fienden" eller "Svarte fienden".
- Melkor – Quenya för "Han som höjer sig i makt".
- Bauglir – "Tvingaren".
- Den mörke konungen (av Angband).
- Mörkrets herre.
- Belegûr (sindarin för "Han som höjer sig i makt") eller Belegurth ("Stora döden").